# جما بیسیکس
جما بیسیکس (زاده ۶ ژوئن ۱۹۸۳) یک هنرپیشه انگلیسی است. او از ۹ سالگی بازیگری را آغاز کرده‌است. برجسته‌ترین نقش‌های او در سریال‌های کلر بیتس در ایست‌اندرز (۱۹۹۳–۱۹۹۸، ۲۰۰۸) و کلر دیوین در هالیوکس (۲۰۰۶–۲۰۰۷، ۲۰۰۹، ۲۰۱۳) بوده‌است. بیسیکس در برنامه‌های تلویزیونی مختلفی ظاهر شد و در سال ۲۰۰۹ در سریال Dancing on Ice شرکت کرد. او در پانتومیم‌های مختلف ظاهر شده‌است. بیسیکس در سال ۲۰۱۳ به مجموعه تلویزیونی هالیوکس بازگشت.
بیسیکس در بیمارستان سنت پیتر در چرتسی، ساری، بریتانیا به دنیا آمد و بزرگ‌ترین خواهر و برادر از پنج خواهر و برادر است. پدر و مادرش زمانی که او ۱۱ ساله بود طلاق گرفتند. او در المبریج، ساری بزرگ شد و در مدرسه راهنمایی تیمز دیتون و مدرسه هینچلی وود تحصیل کرد. او حامی مرکز White Lodge برای بزرگسالان و کودکان معلول در چرتسی است.